# Automotrice postale
Vous pouvez aider à l'améliorer ou bien discuter des problèmes sur sa page de discussion.
- Son contenu est rédigé entièrement ou presque à partir d'une seule source. N'hésitez pas à modifier cet article pour améliorer sa vérifiabilité en apportant de nouvelles références dans des notes de bas de page. (Marqué depuis mai 2025)

- Archive Wikiwix
- Bing
- Cairn
- DuckDuckGo
- E. Universalis
- Gallica
- Google
- G. Books
- G. News
- G. Scholar
- Persée
- Qwant
- (zh) Baidu
- (ru) Yandex
- (wd) trouver des œuvres sur Wikidata

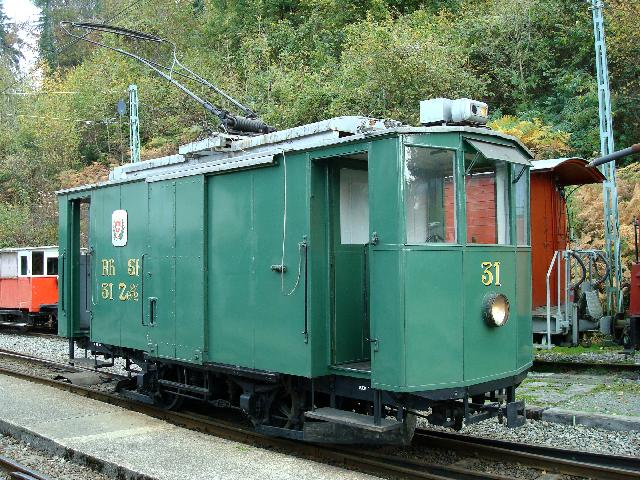
Automotrice postale du Altstätten-Berneck-Bahn (ABB) au chemin de fer-musée Blonay-Chamby.

Une automotrice postale est un véhicule ferroviaire automoteur (train ou tramway) utilisée exclusivement pour le transport du courrier.

## Description
Elle offre une plus grande souplesse dans l'acheminement du courrier, sans avoir à s'adapter aux contraintes de service des trains de voyageurs.
En règle générale, les automotrices postales étaient détenues par la compagnie postale et non par la compagnie de chemin de fer, qui en assure néanmoins la maintenance.

Exemples d'automotrices postale
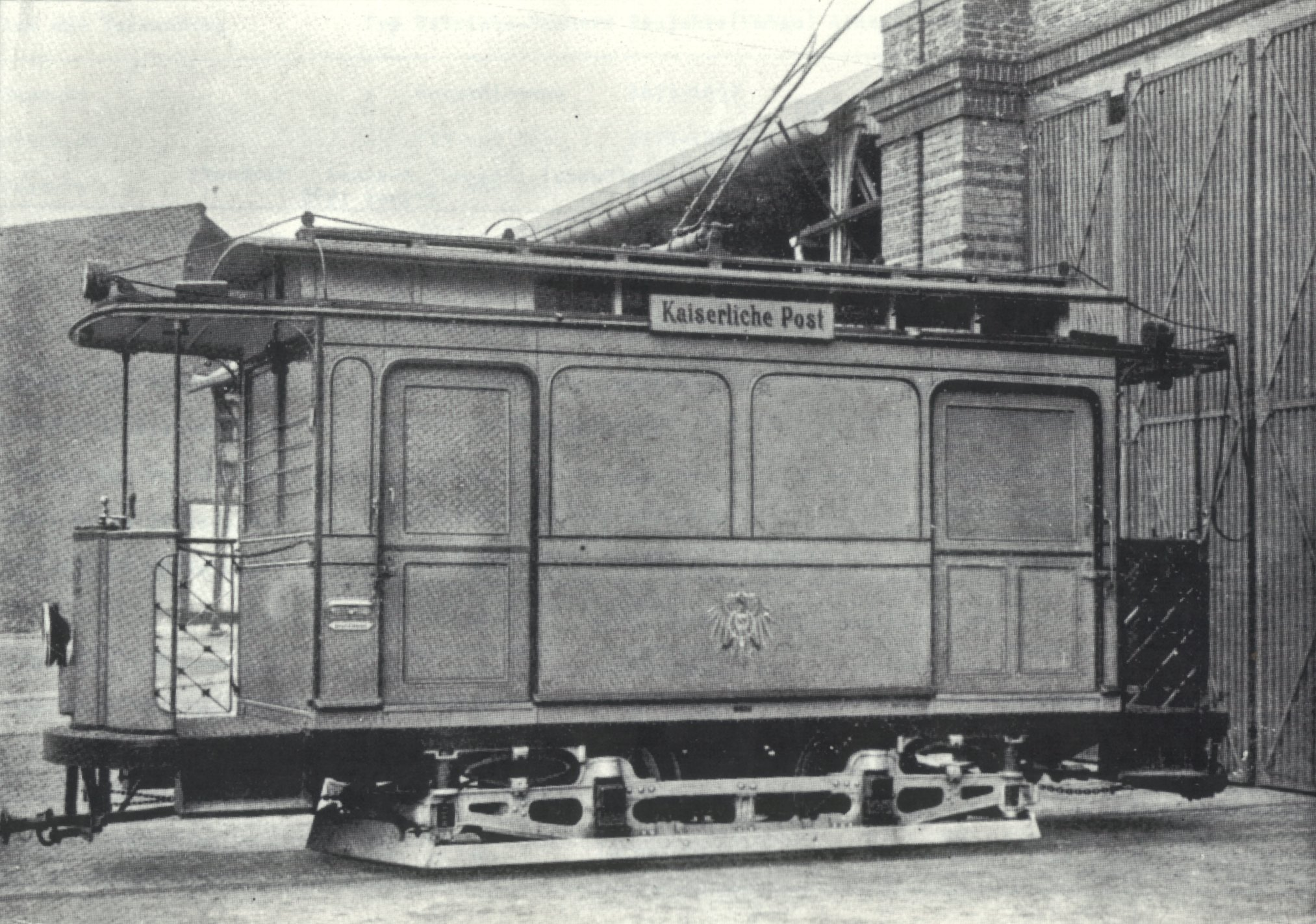
Automotrice postale 501 du tramway de Francfort.
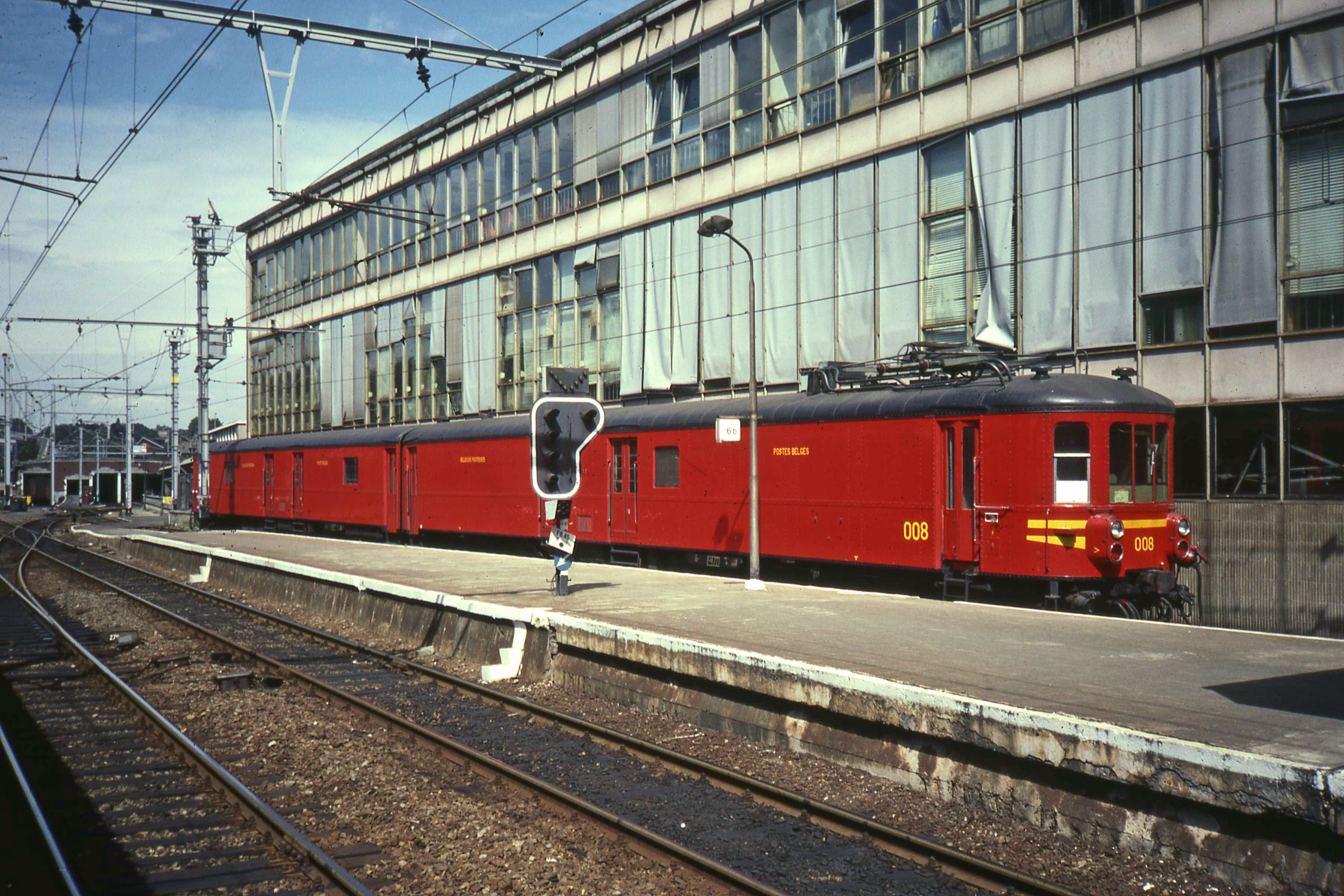
Automotrice SNCB de 1935 convertie en automotrice postale.
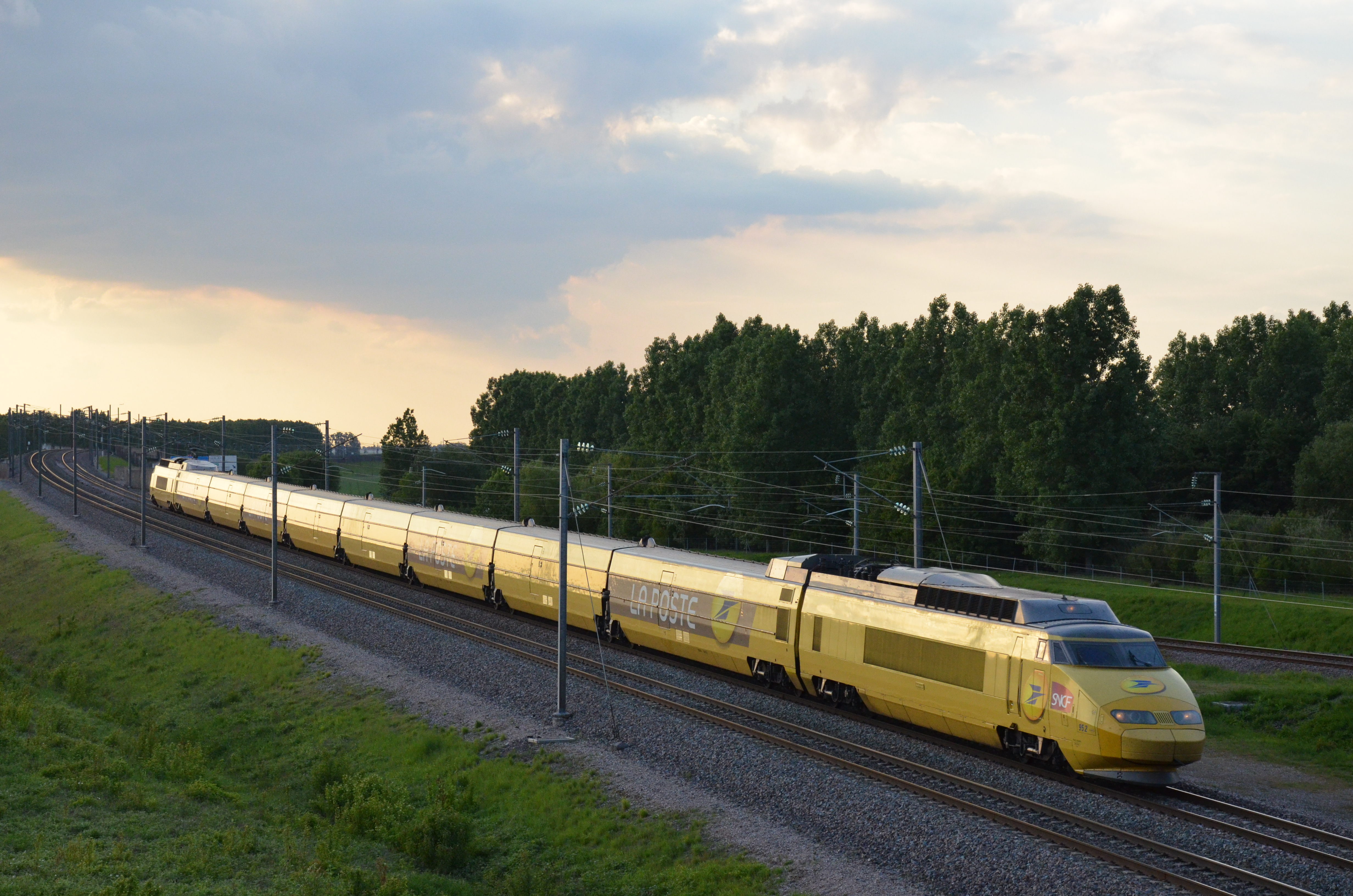
L'une des trois rames de TGV postal en France.